# Anseranas
Anseranas is een geslacht van vogels uit de familie eksterganzen (Anseranatidae). Het geslacht telt één soort.

## Soorten
- Anseranas semipalmata – Ekstergans